# São Paulo Football League 2019 - Série Diamante

A Série Diamante 2019 da São Paulo Football League, ou simplesmente SPFL 2019, será organizada pela SPFL e disputada por 12 equipes divididas duas conferências (B e N) com dois grupos com três times cada.
Foi levado em consideração para montagem dos grupos, o desempenho das equipes na temporada passada da SPFL.

## Equipes participantes[3]
| - Equipe                 | Cidade                |
| ------------------------ | --------------------- |
| ABC Corsários            | São Caetano do Sul    |
| Corinthians Steamrollers | São Paulo             |
| Empyreo Leme Lizards     | Leme                  |
| Ocelots FA               | Jundiaí               |
| Piracicaba Cane Cutters  | Piracicaba            |
| Ponte Preta Gorilas      | Campinas              |
| Rio Preto Weilers        | São José do Rio Preto |
| Santos Tsunami           | Santos                |
| São Paulo Monsters       | São Paulo             |
| São Paulo Storm          | São Paulo             |
| Spartans Football        | São Paulo             |
| Tomahawk FA              | Limeira               |

## Classificação

### Conferência B

#### Divisão 1
| Pos | Times                | J | V | D | E | Pts | % | PF | PS | S |
| --- | -------------------- | - | - | - | - | --- | - | -- | -- | - |
| 1   | Empyreo Leme Lizards | 0 | 0 | 0 | 0 | 0   | 0 | 0  | 0  | 0 |
| 2   | Ocelots FA           | 0 | 0 | 0 | 0 | 0   | 0 | 0  | 0  | 0 |
| 3   | Rio Preto Weilers    | 0 | 0 | 0 | 0 | 0   | 0 | 0  | 0  | 0 |

#### Divisão 2
| Pos | Times                   | J | V | D | E | Pts | % | PF | PS | S |
| --- | ----------------------- | - | - | - | - | --- | - | -- | -- | - |
| 1   | ABC Corsários           | 0 | 0 | 0 | 0 | 0   | 0 | 0  | 0  | 0 |
| 2   | Piracicaba Cane Cutters | 0 | 0 | 0 | 0 | 0   | 0 | 0  | 0  | 0 |
| 3   | São Paulo Storm         | 0 | 0 | 0 | 0 | 0   | 0 | 0  | 0  | 0 |

### Conferência N

#### Divisão 3
| Pos | Times                    | J | V | D | E | Pts | % | PF | PS | S |
| --- | ------------------------ | - | - | - | - | --- | - | -- | -- | - |
| 1   | Corinthians Steamrollers | 0 | 0 | 0 | 0 | 0   | 0 | 0  | 0  | 0 |
| 2   | Spartans Football        | 0 | 0 | 0 | 0 | 0   | 0 | 0  | 0  | 0 |
| 3   | Tomahawk FA              | 0 | 0 | 0 | 0 | 0   | 0 | 0  | 0  | 0 |

#### Divisão 4
| Pos | Times               | J | V | D | E | Pts | % | PF | PS | S |
| --- | ------------------- | - | - | - | - | --- | - | -- | -- | - |
| 1   | Ponte Preta Gorilas | 0 | 0 | 0 | 0 | 0   | 0 | 0  | 0  | 0 |
| 2   | Santos Tsunami      | 0 | 0 | 0 | 0 | 0   | 0 | 0  | 0  | 0 |
| 3   | São Paulo Monsters  | 0 | 0 | 0 | 0 | 0   | 0 | 0  | 0  | 0 |

## Referência
- http://www.salaooval.com.br/campeonatos/sao-paulo-football-league-2019/

1. ↑  https://www.torcedores.com/noticias/2019/02/spfl-2019-divulgada-tabela-completa-da-serie-diamante
2. ↑  http://futebolamericanobrasil.com/spfl-divulga-grupos-e-tabela-da-serie-diamante-2019/
3. ↑  http://www.salaooval.com.br/campeonatos/sao-paulo-football-league-2019/